# 严春风
严春风（1968年4月17日—），江西瑞昌人，汉族，中华人民共和国地方官员，高级工程师。因其妻子以特权肆意欺压教师，引发严春风事件而知名。

## 生平
1988年5月，加入中国共产党。1991年获昆明理工大学资源开发工程系硕士学位。同年在昆明理工大学担任工程系助教、讲师。1999年3月，获得重庆建筑大学工程学院博士学位，之后担任重庆市建筑科学研究院院长助理。1999年8月，改任宜宾市建委副主任、党委委员。2001年8月，担任宜宾市城市规划局局长、党组书记。2005年2月，担任宜宾市翠屏区委副书记、区长。2006年8月，担任成都市规划管理局总工程师。2009年2月，担任成都市规划局总工程师。2010年5月，出任阿坝州副州长。2011年12月，担任中共阿坝州委常委、统战部长。2014年11月，担任四川省住房城乡建设厅党组成员、副厅长。2015年7月，出任中共广安市委常委。同年8月，担任广安市副市长、党组副书记。2016年，当选中共广安市委副书记。

## 个人生活
严春风个人喜欢运动，偏爱马拉松，即使工作仍然繁忙他依然坚持锻炼。严曾以选手身份参与2016广安国际红色马拉松比赛并跑完全程。严春风平时作风较低调，即使是在2018年召开的市人大常委会会议上，也未接受任何采访。

## 家庭
2007年11月，严春风与第一任妻子张静因夫妻不和离婚。2011年11月，与第二任妻子李向阳再婚，有一女严文君。2013年12月，因严春风在藏区长期工作分居，李向阳出轨，两人遂离婚，女儿归李向阳抚养。2018年5月，严文君因在幼儿园殴打同学，被老师劝诫。李向阳在微信群中威胁学校称：“陈老师，你马上在全班当着所有师生给严某某道歉，否则，我通知你们集团领导来给我解释你对严书记的女儿说这话是什么意思！”随后有消息称，严文君已被某小学内定录取，该陈姓教师已被所在教育集团开除。此事一经曝光，严春风被迫向中共四川省委组织部呈上《关于严文君舆情的情况报告》，交代情况。

## 事件
2018年5月14日，四川省纪委监委在其网站刊文称，已关注到网友反映“严春风舆情”相关情况，已及时介入调查核实。5月18日，四川省纪委监委在其网站刊文称，广安市委副书记严春风涉嫌严重违纪违法，目前正接受纪律审查和监察调查。
2018年11月13日，新华社报道，四川省纪委决定给予严春风开除党籍处分；由省监委给予其开除公职处分；终止其四川省第十一次党代会代表资格、广安市第五次党代会代表资格；收缴其违纪违法所得；将其涉嫌犯罪问题移送检察机关依法审查起诉，所涉财物随案移送。同月，经四川省人民检察院指定管辖，由德阳市人民检察院审查起诉。2019年8月2日，四川省德阳市中级人民法院对严春风以受贿罪判处有期徒刑十年，并处罚金人民币60万元；对严春风受贿所得财物及孳息，予以追缴，上缴国库。严春风当庭表示认罪服判，不上诉。